# 小孔筛齿藓
小孔筛齿藓（学名：Coscinodon cribosus），又名筛齿藓，为紫萼藓科筛齿藓属下的一个种。